# Belbèze-en-Comminges
Belbèze-en-Comminges (em occitano:  Bèthvéder de Comenge) é uma comuna francesa na região administrativa da Occitânia, no departamento do Alto Garona. Estende-se por uma área de 9.56 km², com 115 habitantes, segundo o censo de 2018, com uma densidade de 12 hab/km².